# 小矢部市民図書館
小矢部市民図書館（おやべしみんとしょかん）とは、富山県小矢部市にある公共図書館。あいの風とやま鉄道線石動駅構内（旧石動駅敷地）に併設されている。
本項では、分館である津沢コミュニティプラザ図書コーナーについても記載する。かつては小矢部市鷲島14-3にも、小矢部市民図書館 おとぎの館図書室という分館（児童図書館）が存在していた（1997年5月1日に小矢部市立図書館おとぎの館として開館、2003年4月1日に小矢部市民図書館おとぎの館図書室に改称、2019年11月1日に新図書館への移転のため休館）。
電話番号は、「0766-67-2056」。

## 沿革
1929年8月、石動青年団がその前年である1928年3月に御大典記念事業として図書館設立を決議したのを受けて、町内外有志の援助を得て、石動小学校内の一室に閲覧室兼書庫を設けて『石動図書館』として開館したのが始まりである。1934年4月、富山県から設立者変更の認可を得て、『石動町立図書館』に改称された。1948年7月22日には、富山県立図書館の分館も併設している。当時は特殊文庫として、太田文庫、上埜家文書、上保文庫、紫藤家文庫などがあった。
1940年と1956年には、富山県教育委員会から優良図書館として表彰されている。
1962年8月、小矢部市の市制施行に伴い、『小矢部市立石動図書館』に改称される。1965年3月には、旧役場建物を改造し、独立図書館となった（木造2階建て、総面積546m2）。1973年12月には、同年11月に完成した総合会館（城山町1-1）に移転し、1991年12月の改修開館を経て、2003年4月1日に小矢部市民図書館に改称されたが、施設の老朽化とスペース不足の問題から石動駅構内への建て替えを決定した。小矢部市は2015年12月14日の時点で、2018年度末完成、2019年度初頭に開館の予定であると発表していたが、後に2019年（平成31年）4月に着工し、2020年3月26日に利用が開始された。

## 津沢コミュニティプラザ図書コーナー
富山県小矢部市清水369-1に所在する、小矢部市民図書館の分館である。
1932年9月に中島正文氏の個人蔵書による私立中島図書館杏子文庫として開設。1940年3月に紀元二千六百年記念事業として津沢町立に移管。同時に中島図書館から2,000余冊の寄付を受け、津沢図書館となる。第二次世界大戦中は一時閉館したものの、1946年、津沢小学校の1室をあてて再開された。その後、『砺中図書館』を経て、1962年8月、小矢部市の市制施行に伴い、『小矢部市立砺中図書館』に改称される。1967年8月、小矢部市立第二公民館内に移転した。
2003年4月20日に砺中図書館は閉館したが、同日に開設された津沢コミュニティプラザの図書コーナーが、図書館の役割を引き継ぐ形になっている（貸出業務は同年4月21日から）。